# Scaphiostreptus dybasi
Scaphiostreptus dybasi är en mångfotingart som beskrevs av Chamberlin 1922. Scaphiostreptus dybasi ingår i släktet Scaphiostreptus och familjen Spirostreptidae. Inga underarter finns listade i Catalogue of Life.